# The Beat (Boney James)
The Beat è il quattordicesimo album in studio del sassofonista statunitense Boney James, pubblicato il 9 aprile 2013.

## Tracce
1. Don't You Worry 'Bout a Thing – 4:56
2. Sunset Boulevard – 4:07
3. Missing You – 3:37
4. Batucada (The Beat) (feat. Rick Braun) – 4:03
5. Maker of Love (feat. Raheem DeVaughn) – 3:48
6. Mari's Song – 4:28
7. Powerhouse – 4:00
8. The Midas (This Is Why) (feat. The Floacist) – 4:03
9. Acalento (Lullaby) – 4:04
10. You Can Count on Me – 4:57